# Le Chevalier de Londres
Pour plus de détails, voir Fiche technique et Distribution.
Le Chevalier de Londres (The Elusive Pimpernel) est un film britannique réalisé par Michael Powell et Emeric Pressburger, sorti en 1950.

## Synopsis
Le Mouron rouge, un aristocrate anglais, revient en France pour sauver des aristocrates au moment de la Terreur.

## Fiche technique
- Titre original : The Elusive Pimpernel
- Titre français : Le Chevalier de Londres
- Titre américain : The Fighting Pimpernel
- Réalisation : Michael Powell et Emeric Pressburger
- Scénario : Michael Powell et Emeric Pressburger, d'après les aventures du personnage du roman Le Mouron rouge de la baronne Emma Orczy
- Direction artistique : Arthur Lawson
- Décors : Scott Slimon (en)
- Costumes : Ivy Baker, René Decrais
- Photographie : Christopher Challis
- Son : Charles Poulton, Red Law
- Montage : Reginald Mills
- Musique : Brian Easdale
- Production : Michael Powell et Emeric Pressburger
- Société de production : London Film Productions, British Lion Film Corporation, Archers Film Productions
- Société de distribution : British Lion Film Corporation
- Pays d’origine :  Royaume-Uni
- Langue originale : anglais
- Format : couleur (Technicolor) — 35 mm — 1,37:1 — son Mono (R.C.A. Recording)
- Genre : Aventures historiques
- Durée : 109 minutes (88 minutes pour la version américaine)
- Date de sortie : 
  - Royaume-Uni : 7 novembre 1950 (première à Londres)

## Distribution

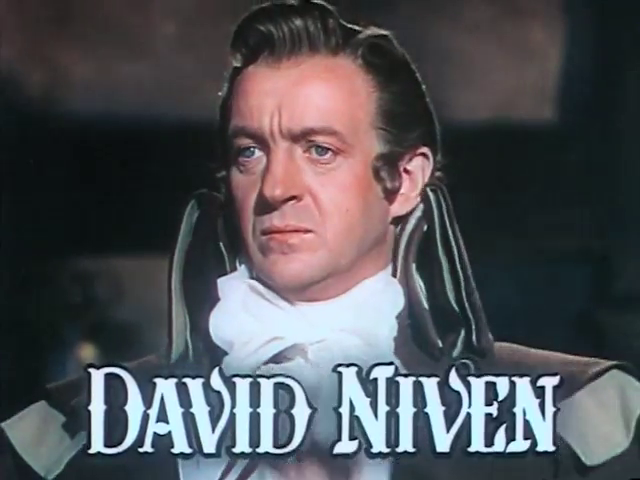
David Niven

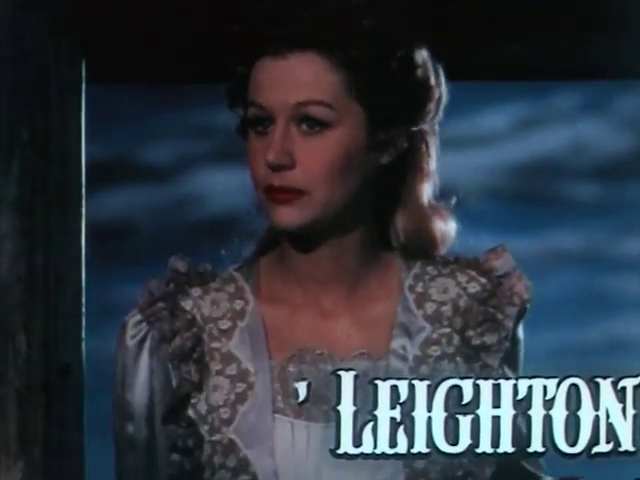
Margaret Leighton

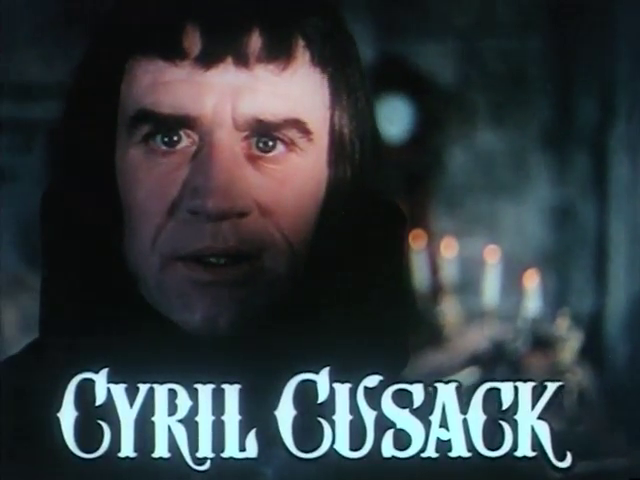
Cyril Cusack

- David Niven : Sir Percy Blakeney (Le Mouron rouge)
- Margaret Leighton : Marguerite Blakeney
- Cyril Cusack : Chauvelin
- Jack Hawkins : Prince de Galles
- Arlette Marchal : Comtesse de Tournai
- Gérard Néry : Philippe de Tournai
- Danielle Godet : Suzanne de Tournai
- Edmond Audran : Armand Saint-Juste
- Charles Victor (en) : Colonel Winterbotham
- Eugene Deckers : Capitaine Merieres
- David Oxley (en) : Capitaine Duroc
- Raymond Rollett : Bibot
- Philip Stainton : Jellyband
- John Longden : l'abbé
- Robert Griffiths : Trubshaw
- George De Warfaz : Baron
- Arthur Wontner : Lord Grenville
- Jane Gill-Davis : Lady Grenville
- Richard George : Sir John Coke
- Cherry Cottrell : Lady Coke
- David Hutcheson (en) : Lord Anthony Dewhurst
- Robert Coote : Sir Andrew Foulkes
- John Fitzgerald : Sir Michael Travers
- Patrick Macnee : John Bristow
- Terence Alexander : Duc de Dorset
- Tommy Duggan : Comte de Sligo
- John Fitchen : Nigel Seymour
- Jon Hewitt : Major Fretty
- Hugh Kelly : Docteur Fitzdrummond
- Richmond Nairne : Beau Pepys
- Howard Vernon : Comte de Tournai
- Archie Duncan : Homme dans le bain